# Fiat Chrysler Automobiles

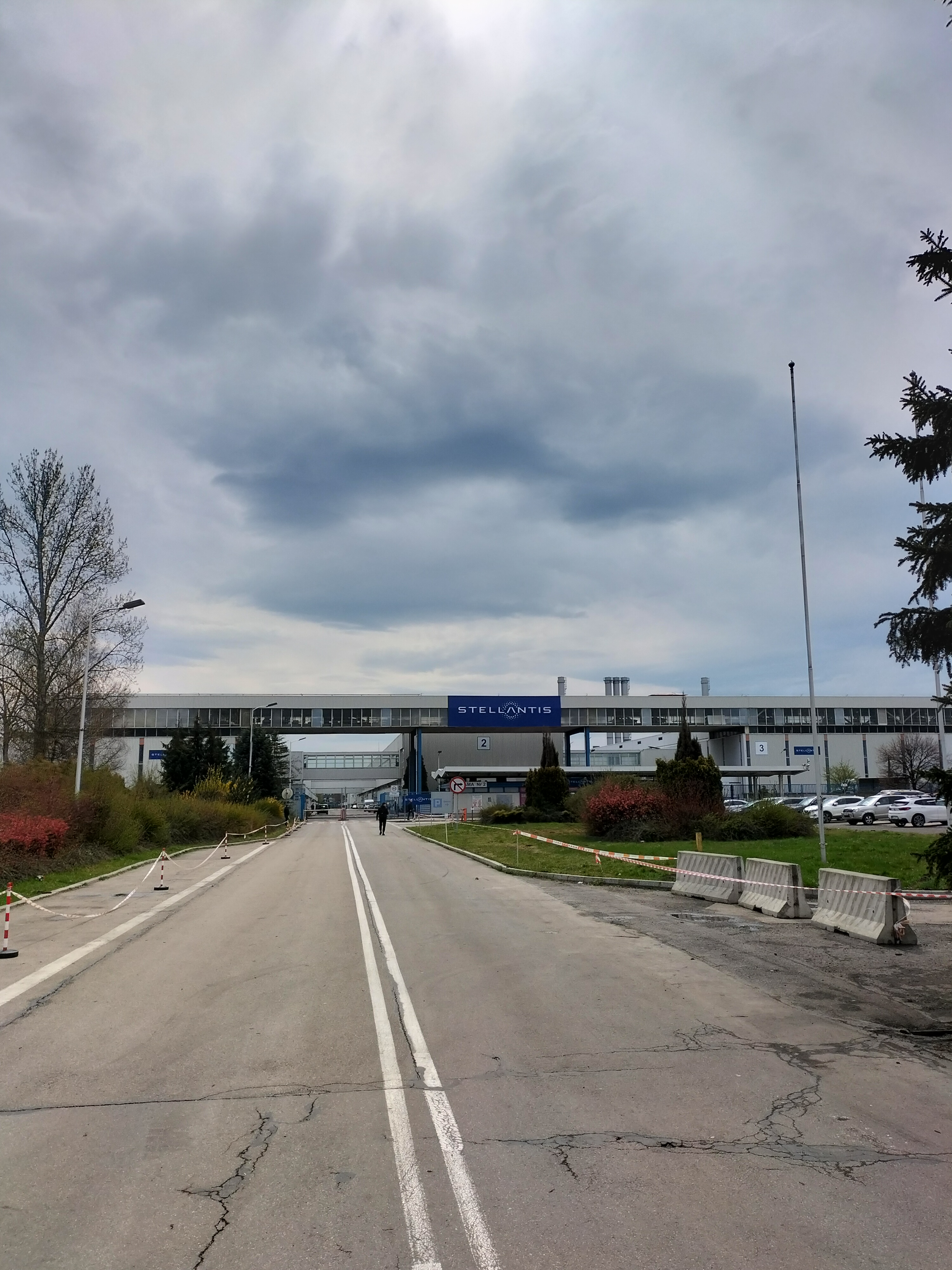

Fiat Chrysler Automobiles N.V. (сокращенно FCA (ЭфСиЭй) — итало-американский автопроизводитель, седьмой в мире по числу выпускаемых машин; существовал с 2014 по 2021 год. Головная компания была зарегистрирована в Нидерландах, а штаб-квартира находилась в Лондоне. FCA возникла в 2014 результате покупки итальянским холдингом Fiat американской компании Chrysler; в 2021 году объединилась с PSA (Peugeot), образовав компанию Stellantis. Деятельность компании контролировала инвестиционная группа Exor, представляющая интересы семьи Аньелли.
Fiat Chrysler Automobiles N.V. действовала через европейское подразделение FCA Italy S.p.A. (ранее Fiat Group Automobiles) и американское подразделение FCA US (ранее Chrysler LLC). Холдинг владел такими брендами, как Alfa Romeo, Chrysler, Dodge, Fiat Automobiles, Fiat Professional, Jeep, Lancia, Ram Trucks, Abarth, Mopar и SRT. Холдинг также владел компаниями Maserati, Comau, Magneti Marelli и Teksid. До конца 2015 года в структуру Fiat Chrysler Automobiles N.V. входила компания Ferrari, но в 2016 году её акции были распределены между конечными акционерами FCA.
На российском рынке Группа была представлена компанией АО «ЭфСиЭй РУС» (FCA RUS AO) — генеральным дистрибьютором автомобилей Chrysler, Jeep, Fiat, Fiat Professional и Alfa Romeo в России.

## История
В результате мирового экономического кризиса 2008 года компания Chrysler объявила в начале 2009 года о банкротстве. Её активы были приобретены новосозданной компанией Chrysler Group LLC, учреждённой при финансовой поддержке Министерства финансов США, пенсионного фонда рабочих автомобильной промышленности США и итальянского холдинга Fiat, который приобрёл 20-процентную долю. В следующие 5 лет Fiat увеличил свою долю до 100 % и 1 апреля 2014 года была создана объединённая компания Fiat Chrysler Automobiles N.V. В январе 2016 года была отделена компания Ferrari, её акции были распределены среди акционеров Fiat Chrysler Automobiles. В октябре 2018 года был продан производитель автокомплектующих Magneti Marelli.
В декабре 2019 года было достигнуто соглашение о слиянии FCA и PSA. В январе 2021 года два автопроизводителя объединились под названием Stellantis.

## Деятельность
Продажи за 2019 год составили 4,42 млн автомобилей. Основными подразделениями были:
- Северная Америка — продажи 2,49 млн автомобилей.
- Латинская Америка — продажи 580 тыс. автомобилей.
- Азиатско-Тихоокеанский регион — продажи 152 тыс. автомобилей.
- Европа, Ближний Восток и Африка — продажи 1,327 млн автомобилей.
- Maserati — продажи 19 тыс. автомобилей.